# Thunderdome - Past Present Future
Albums de V.A
Thunderdome - Hardcore Rules The World
(1998) Thunderdome 2001 a.k.a. Harder Than Hard
(2001)
Thunderdome - Past Present Future est la vingt-quatrième compilation de la série des albums Thunderdome, originaire du festival du même nom, commercialisée en 1999. Elle succède Thunderdome - Hardcore Rules The World (1998) et précède Thunderdome 2001 a.k.a. Harder Than Hard (2001), albums distribués par Arcade, ID&T et Edel Italy. La compilation débute avec Intro : Past, Present, Future de 3 Steps Ahead, et se termine avec Patterns In Chaos de Promo. L'album est commercialisé durant la crise et les controverses que traversent la musique gabber et sa culture.

## Pistes
| 1.  | Intro : Past, Present, Future | 3 Steps Ahead                  |  |
| 2.  | Midnight Impact               | DJ Promo & Catscan             |  |
| 3.  | Atmosfera                     | Lancinhouse & The Stunned Guys |  |
| 4.  | 1 Beat 2 Heaven               | DJ Dione                       |  |
| 5.  | Anticipation                  | The Masochist                  |  |
| 6.  | Big Bad City                  | Tellurian                      |  |
| 7.  | Into The Moonbeam (Arena Mix) | The Horrorist                  |  |
| 8.  | Broaden Our Minds             | DJ Promo                       |  |
| 9.  | I'm The Man                   | The Masochist vs. Neophyte     |  |
| 10. | Cloud 9                       | 3 Steps Ahead                  |  |
| 11. | Let's Go                      | DJ Rob & The Future            |  |
| 12. | Counter Attack                | DJ Promo                       |  |
| 13. | No Law                        | The Headbanger                 |  |
| 14. | Dieselwalz                    | Bulldozer Project              |  |
| 15. | Rev. 909                      | Neophyte & The Stunned Guys    |  |
| 16. | Mark Me                       | T-Wisted                       |  |
| 17. | Number One Fan                | Neophyte                       |  |

| 1.  | Forever                                                       | Cixx vs. The Vinyl Junk        |  |
| 2.  | Darkness & Brightness                                         | DJ Dione                       |  |
| 3.  | The Tunnel                                                    | The Masochist vs. Neophyte     |  |
| 4.  | E-Shifter                                                     | E-Man                          |  |
| 5.  | Game Form (Robert Armani Remix)                               | Joey Beltram                   |  |
| 6.  | Pannik                                                        | Speedy J                       |  |
| 7.  | Drug Invasion                                                 | Leviathan                      |  |
| 8.  | Dark Impulses                                                 | DJ Waxweazle                   |  |
| 9.  | The Real Shit (Mad-E-Fact Mix)                                | DJ Isaac & The Viper           |  |
| 10. | Don't Give A Shit                                             | The Masochist                  |  |
| 11. | Can You Hear The Sound ?                                      | The Horrorist                  |  |
| 12. | Reverse Gate                                                  | Dano                           |  |
| 13. | Nuclear Device                                                | Dione                          |  |
| 14. | Brain Confusion (Buzz Fuzz Mix)                               | The Stunned Guys & Lancinhouse |  |
| 15. | Kick Some Shit (Lenny Dee, DJ Skinhead & Manu Le Malin Remix) | Omar Santana                   |  |
| 16. | Outro                                                         | 3 Steps Ahead                  |  |
| 17. | Patterns In Chaos                                             | Promo                          |  |